# Wildburg (Wehrden)
Die Wildburg ist eine abgegangene hochmittelalterliche Höhenburganlage auf einem Sporn am Nordhang des Wildbergs zwischen den Ortsteilen Amelunxen und Wehrden der Stadt Beverungen im Kreis Höxter in Nordrhein-Westfalen.

## Geschichte
Die Wildburg wird nur ein einziges Mal in der historischen Überlieferung erwähnt. 1162 verfügte der Gegenpapst Viktor IV., dass die Wildburg vom Abt von Corvey nicht als Lehen weitergegeben werden dürfe. Außerdem nennt die Urkunde die Verteidigung der Corveyer Kirche als Zweck der Burg. Laut der Urkunde ist die Burg von Abt Konrad von Corvey erbaut worden, der 1160 an die Regierung kam. Ihre Erbauungszeit lässt sich somit auf die Jahre 1160 bis 1162 eingrenzen. Vermutlich war sie der Vorläufer der um 1189 errichteten Brunsburg als Nebenresidenz der Äbte. Mit deren Errichtung verlor die Wildburg an Bedeutung und wurde wohl schon vor 1200 wieder aufgegeben. Vom 17. bis 19. Jahrhundert war sie das Objekt lokaler Schatzgräberei.

## Beschreibung

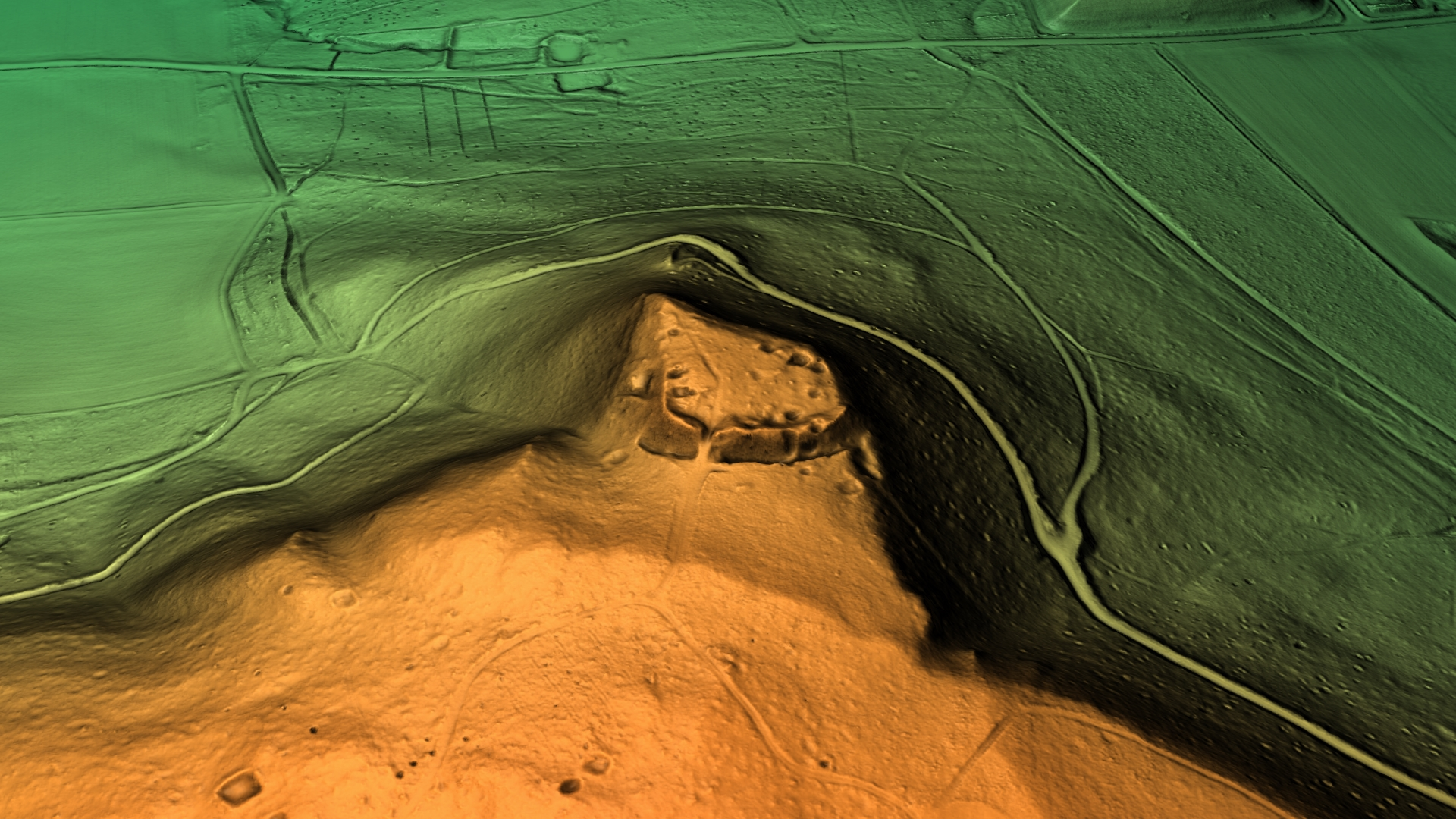
3D-Ansicht der Wildburg des digitalen Geländemodells

Die Burg ist in Form einer Abschnittsbefestigung auf einem Sporn, der nach drei Seiten steil abfällt, errichtet worden. Ihre Größe beträgt ca. 120 m an der längsten und 100 m an der breitesten Stelle. Zum Bergplateau riegelt ein 7 m breiter und noch 3–4 m tiefer Halsgraben das Burgareal ab. Auf seiner Innenseite verläuft eine max. 2 m starke Schildmauer. Darin befindet sich ein 3–4 m breites Tor ohne sichtbares Gebäude. Die Mauer ist im Kern in opus spicatum ausgeführt, die Schalen in gewöhnlichem Verband. Im Osten endet die Mauer unmittelbar am Steilabfall, im Westen zieht sie wegen des dortigen geringeren Gefälles weiter nach Norden. Die Innenbebauung ist nur noch in Form von Kellereintiefungen sichtbar, die Gebäude waren offenbar zum Teil in Fachwerkbauweise ausgeführt.